# 利原鐵山站
利原鐵山站（韓語：리원철산역）是朝鮮民主主義人民共和國咸鏡南道利原郡的一個鐵路車站，属于利原线。

## 邻近车站
利原线
利原鐵山站 - 罗兴站